# S150-es személyvonat
Az S150-es személyvonat Komárom-Esztergom és Fejér vármegyében közlekedő regionális személyvonat. A vonat ütemesen, kétóránként Székesfehérvár és Komárom között közlekedik. A vonalon 117-es sorozatú motorkocsiból és a hozzájuk tartozó pótkocsikból alkotott szerelvények közlekednek.
Mivel mellékvonali személyvonat, ezért a vonatszámai ötjegyűek, és 349-cel kezdődnek. A páros számú vonatok Komárom (végpont), a páratlan számú vonatok Székesfehérvár (kezdőpont) felé közlekednek.
A vonalon csökkentett alaptarifájú, kedvezményes regionális díjszabás van életben.

## Története
A vasúti viszonylatjelzéseket 2013 decemberében kezdték meg bevezetni, első körben a Déli pályaudvarról induló elővárosi személy-, gyorsított és zónázó vonatoknál. A rendszert a 2014–2015. évi menetrenddel terjesztették ki, így kaptak viszonylatjelzést a 5-ös vonal személyvonatjai. A kezdetben csak Komárom és Székesfehérvár között közlekedő vonatok a vasútvonal számozása után az S150-es számozást kapták december 14-étől. 2016. június 18-ától az S150-es és az S104-es személyvonatok összevonásával meghosszabbított útvonalon, Esztergomig közlekedik. Az összevonást azért végezték el, hogy a két vonalat a korábbi kettő helyett egy járművel szolgálhassák ki.
2020. június 6-ától a járványhelyzetre és az amiatt jelentősen visszaesett utasforgalomra hivatkozva ideiglenes járványügyi menetrendet vezettek be a vonalon, amiben csak egy vonatpárt hagytak meg Esztergom és Székesfehérvár között, a többi pótlására nem rendeltek meg vonatpótló autóbuszt. Az átmeneti intézkedés időtartamát nem közölték, azonban amíg 2021. december 12-étől, a 2021/22-es menetrendváltástól Esztergom és Komárom között visszaállt az alapmenetrend, addig Komárom és Székesfehérvár között erre 2022. július 1-jéig kellett várni.
2021. december 12-étől bővítették a Komárom és Esztergomi közötti szakasz kínálatát. Munkanapokon 8 vonatpár közlekedik Esztergom és Süttő között, ebből 3–4 meghosszabbított úton, Komáromig közlekedik. Valamennyi személyvonatnak van csatlakozása Esztergom-Kertvárosban a Budapest felé közlekedő elővárosi vonatokra. További menetrendfejlesztést követően a 2022. szeptember 3-i menetrendváltással Székesfehérvár és Komárom között kétórás ütemes menetrendet vezettek be. A bevezetett menetrendi változtatásokkal ismételten kettéválasztották a 4-es és az 5-ös vasútvonalak forgalmát, már egy vonat sem teszi meg a korábbi teljes Székesfehérvár–Esztergom távot, habár az így létrejött két külön szakasz továbbra is az S150-es viszonylatjelzést használta.
2022. december 11-étől az Esztergom–Komárom közötti személyvonatokat a menetrendi struktúra megváltoztatásával együtt átszámozták S74-es viszonylatra.

## Útvonala
| 0  | Székesfehérvár végállomás | 84 | 13, 13A, 13G, 13Y, 20, 30, 31, 31E, 32, 33, 34, 35, 36, 37, 38, 40, 41, 43, 44 7315, 7398, 8010, 8011, 8013, 8082, 8086, 8092, 8093, 8624 S30 , G30 , Z30 , S34 , S35 , G43 , S440 , IC, InterRégió, sebesvonat, gyorsvonat, expresszvonat, személyvonat |
| 19 | Bodajk                    | 63 | 1809 8093, 8365 |
| 21 | Csókakő                   | 60 | 8365, 8370 |
| 30 | Mór                       | 54 | 2, 3 8381 |
| 39 | Bakonysárkány             | 41 | |
| 48 | Kisbér                    | 33 | 1851 7020, 7021, 8384, 8464, 8623 |
| 62 | Nagyigmánd-Bábolna        | 18 | 8670, 8673, 8682 |
| 75 | Szőny-Déli                | 5  | 3, 23, 32 8462, 8479, 8543, 8659, 8660, 8661, 8687, 8727, 8740 |
| 81 | Komárom végállomás        | 0  | S10 , G10 , S74 , IC, EC, gyorsvonat 2, 2T, 2Y 228 |